# Confimpreseitalia
Confimpreseitalia viene fondata nel 1996 da un gruppo di imprenditori e professionisti provenienti da Imprenditalia per tutelare e promuovere i reali interessi delle micro, piccole e medie imprese che rappresentano oltre il 95% delle aziende italiane.

## Descrizione
La Confederazione, presente con CIU nel CNEL, è rappresentativa, a livello nazionale secondo il dettato dello “Statuto delle imprese" (legge 11 novembre 2011, n. 180).
Essa vuole rappresentare tutti i settori produttivi e le partite IVA accomunati dalle “dimensioni” aziendali.
Confimpreseitalia riunisce e coordina 78 Associazioni Territoriali, 20 Federazioni di Categoria e 14 Organizzazioni federate. È, dunque, un sistema plurale cui appartengono, a vario titolo, oltre 80.000 tra imprese, anche del no-profit e cooperative, professionisti con una nutrita rappresentanza di pensionati e datori di lavoro domestico.
L’Organizzazione è presente in 20 Camere di Commercio italiane e risulta firmataria di accordi confederali e contratti nazionali di categoria regolarmente depositati al CNEL ed al Ministero del Lavoro.
Tra le principali mission confederali:
•	La rappresentanza, la tutela e la contrattazione ai vari livelli per gli associati;
•	La banca delle opportunità con una vasta offerta di servizi e convenzioni;
•	La definizione e predisposizione di progettualità di sviluppo del territorio.
Il Presidente Confederale è il Cav. Dott. Guido D’amico.
Il Segretario Generale è la Dott.ssa Antonella Gobbo